# 1741 год в музыке

## События
- 25 ноября — Маргарита-Антуанетта Куперен (фр. Marguerite-Antoinette Couperin), первая женщина-музыкант при французском дворе, продаёт своё место Бернару де Бери (фр. Bernard de Bury).
- Немецкий органист и музыкальный писатель Иоганн Фридрих Агрикола приехал в Берлин, чтобы изучать музыкальную композицию у Иоганна Иоахима Кванца.
- Антонио Вивальди после безуспешных попыток найти новую работу в Дрездене возвращается в Вену, где вскоре умирает.
- 19-летний Иржи Антонин Бенда назначается на должность второго скрипача при берлинском дворе короля Фридриха II Прусского.
- Английский художник Уильям Хогарт (англ. William Hogarth) создаёт гравюру «Взбешённый музыкант» (англ. The Enraged Musician).
- Английский композитор и скрипач Уильям Корбетт издал трёхтомный сборник «Тридцать пять концертов».

## Классическая музыка
- Иоганн Себастьян Бах — впервые публикует «Вариации Гольдберга» (нем. Die Goldberg-Variationen, BWV 988), 30 вариаций для клавесина.
- Георг Фридрих Гендель — оратория для солистов, хора и оркестра «Мессия».
- Жан-Филипп Рамо — «Пьесы для клавесина с сопровождением» (фр. Pièces de clavecin en concert).

## Опера
- Томазо Альбинони — Artamene.
- Кристоф Виллибальд Глюк — Artaserse.
- Джованни Баттиста Лампуньяни (итал. Giovanni Battista Lampugnani) — Arsace.

## Родились
- 8 февраля — Андре Гретри, французский композитор бельгийского происхождения, классик французской комической оперы (умер 24 сентября 1813).
- 9 февраля — Генрих Йозеф Ригель, более известен как Анри-Жозеф Рижель (фр. Henri-Joseph Rigel), французский композитор классической эпохи немецкого происхождения (умер 2 мая 1799).
- 23 мая — Андреа Луккези, итальянский композитор и органист-виртуоз (умер 21 марта 1801).
- 17 июля — Сюзетт Дефуа (фр. Suzette Defoye), французская балерина, театральная актриса, оперная певица и режиссёр, выступавшая во Франции, Бельгии и России (умерла в 1787).
- 27 июля — Франсуа-Ипполит Бартелемон (фр. François-Hippolyte Barthélémon), французский скрипач, педагог и композитор, большую часть жизни проведший в Англии (умер 20 июля 1808).
- 31 августа — Жан-Поль Эжид Мартини, французский композитор немецкого происхождения (умер 14 февраля 1816).
- 25 сентября — Вацлав Пихль (чеш. Vaclav Pichl), чешский композитор, скрипач, певец, музыкальный руководитель и писатель (умер 23 января 1805).

Дата неизвестна
- Франц Ксавер Хаммер (нем. Franz Xaver Hammer), немецкий гамбист, виолончелист и композитор (умер 11 октября 1817).
- Анна Брита Венделиус (швед. Anna Brita Wendelius), шведская художница и непрофессиональная певица, член Шведской Королевской академии музыки (умерла в 1804).
- Теобальд Маршан (фр. Theobald Marchand), немецкий театральный директор, постановщик опер, отец Маргареты Данци (умер 22 ноября 1800)

## Умерли
- 5 января — Энн Тернер Робинсон (англ. Ann Turner Robinson), английская певица-сопрано, младшая дочь композитора и контртенора Уильяма Тернера (дата и год рождения неизвестны).
- Январь (предположительно) — Франческо Скарлатти, итальянский композитор и музыкант эпохи барокко, брат композитора Алессандро Скарлатти, дядя Доменико Скарлатти; наставник Эмануэле д’Асторга[1] (родился 15 декабря 1666).
- 13 февраля — Иоганн Йозеф Фукс, австрийский композитор и музыкальный теоретик эпохи барокко (родился в 1660).
- 21 июня — Жозеф-Эктор Фьокко (нидерл. Joseph-Hector Fiocco), фламандский скрипач и композитор, сын итальянского композитора Пьетро Антонио Фьокко (родился 20 января 1703).
- 28 июля — Антонио Вивальди, итальянский композитор, скрипач, педагог, дирижёр, католический священник, один из крупнейших представителей итальянского скрипичного искусства XVIII века (родился 4 марта 1678).
- Август — Дэвид Оуэн (англ. David Owen), валлийский арфист и композитор (родился в январе 1712).
- 24 августа — Габриэль-Венсан Тевенар (фр. Gabriel-Vincent Thévenard), французский оперный баритон (родился 10 августа 1669).
- 7 сентября — Анри Демаре (фр. Henry Desmarest), французский композитор духовной музыки эпохи барокко (родился в феврале 1661).